# Snuit

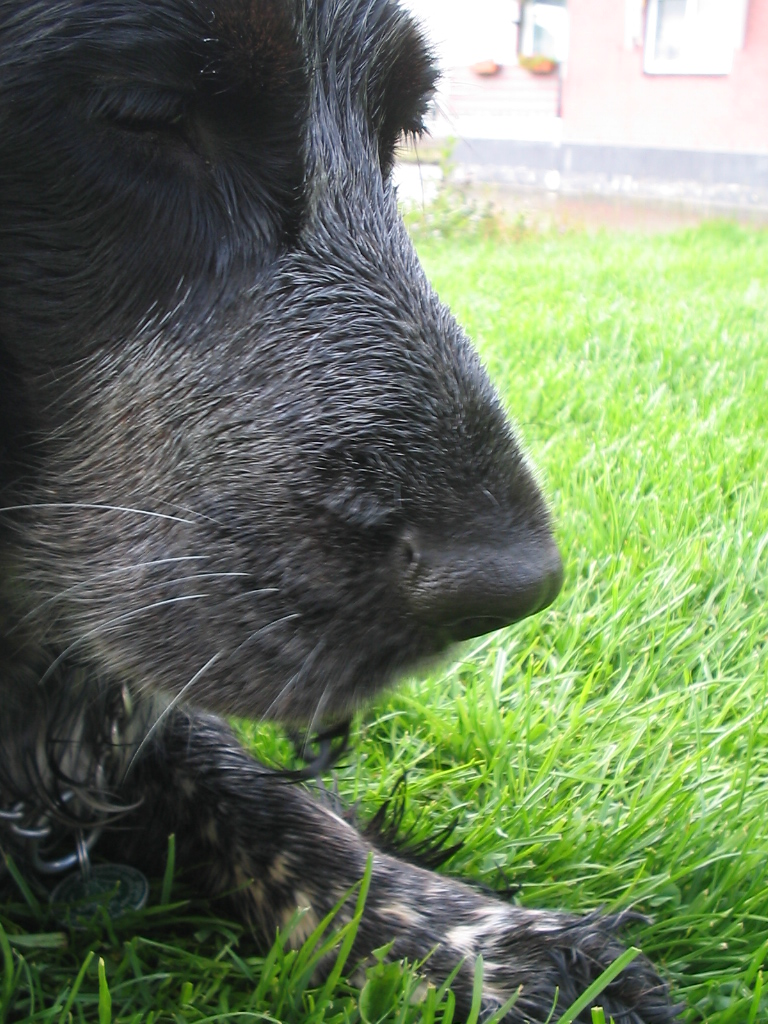
Snuit van een hond

Snuit is het vooruitspringende gedeelte van de kop van veel dieren. Meestal wordt met de snuit meer specifiek het reukorgaan bedoeld. De neus bij mensen is een verkorte snuit.
De snuit is bij veel dieren een zwakke plek: door er veel kracht op uit te oefenen kan een dier makkelijk worden uitgeschakeld.
De verlengde snuit (proboscis) van slurfdieren heeft zich ontwikkeld uit een uitstulping van reukorgaan en bovenlip.

## Zie ook

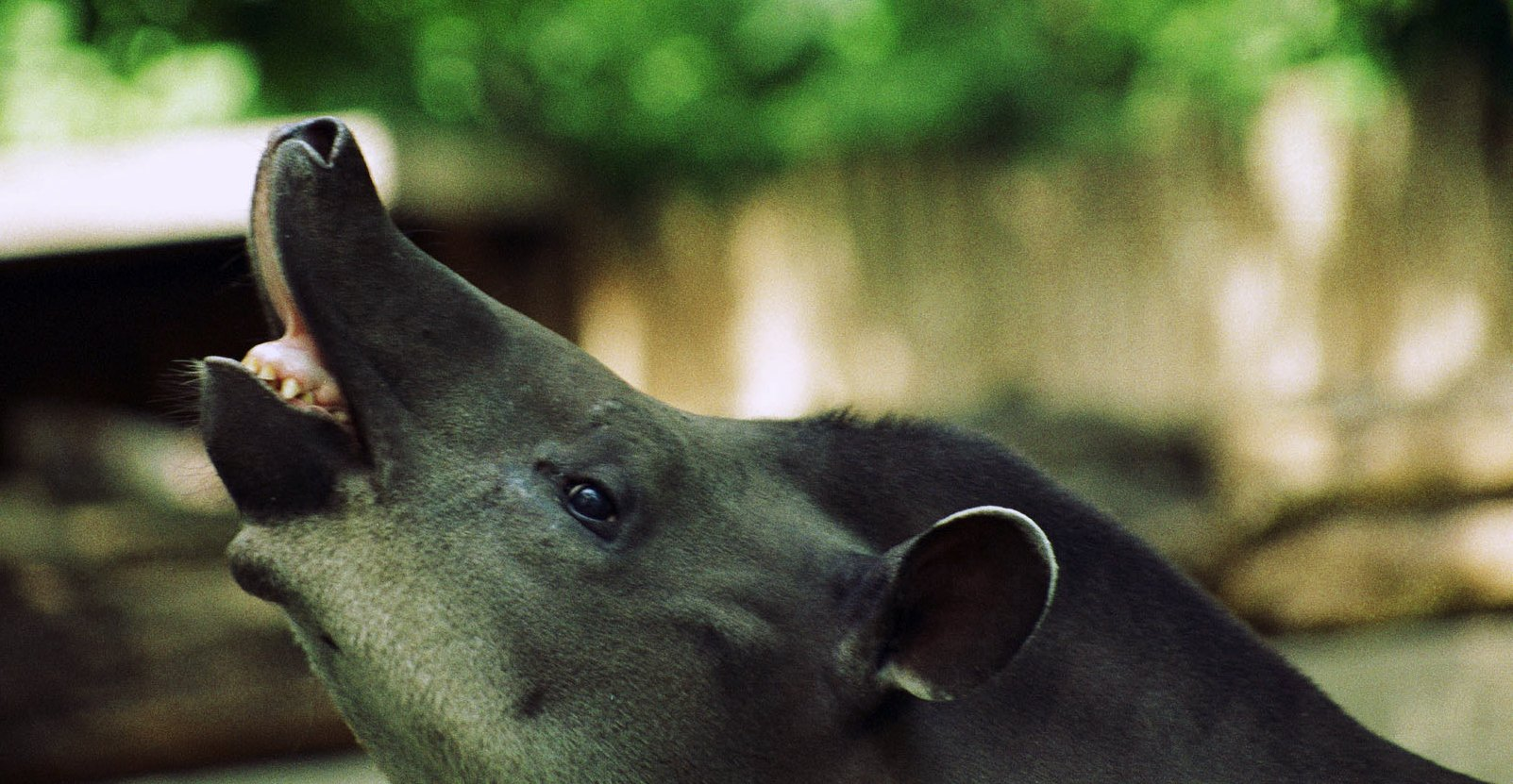
Een tapir aan het flehmen